# Dean Morrison
Pour les articles homonymes, voir Morrison.
Dean Morrison est un surfeur professionnel australien né le 22 décembre 1980 à Tweed Heads en Australie.

## Biographie
Il débute dans le championnat du monde de surf en 2002.

## Carrière

### Titres
- 1998 : Champion du monde Junior ISA à Lisbonne, Portugal

### Victoires
- 2003 Quiksilver pro, Gold Coast, Queensland Australie WCT
- 2002 The Surf Cult Pro, Burleigh Heats, Queensland Australie (WQS)
- 2000 Gaora, Kisakihama, Japon (WQS)

## WCT
- 2008 : 29e non requalifié pour 2009 mais a été repêché par l'ASP.
- 2007 :  9e
- 2006 : 10e
- 2005 : 16e
- 2004 : 18e
- 2003 : 10e
- 2002 : 30e

### Sa saison 2009 ASP World Tour
2009 est sa 7e année dans l'ASP World Tour
| Date                      | Compétition                   | place | points |
| ------------------------- | ----------------------------- | ----- | ------ |
| 28 février-11 mars        | Quiksilver Pro                | 33    | 225    |
| 7 avril-19 avril          | Rip Curl Pro Surf             | 9     | 600    |
| 9 mai-20 mai              | Billabong Pro Teahupoo        | 17    | 410    |
| 27 juin-5 juillet         | Hang Loose Santa Catarina Pro | 17    | 410    |
| 9 juillet-19 juillet      | Billabong Pro Jeffreys        | 5     | 732    |
| 11 septembre-20 septembre | Boost Mobile Pro of Surf      |       |        |
| 23 septembre-4 octobre    | Quiksilver Pro France         |       |        |
| 5 octobre-17 octobre      | Billabong Pro                 |       |        |
| 19 octobre-28 octobre     | Rip Curl Pro Search           |       |        |
| 8 décembre-20 décembre    | Billabong Pipeline Masters    |       |        |
|                           | classement provisoire         | 17    | 2377   |

Actuellement en position de requalifié pour 2010